# Марвін, робот-параноїк
Марвін, робот-параноїк (англ. Marvin the Paranoid Android) — вигаданий персонаж з циклу гумористичних романів британського письменника Дугласа Адамса, відомого під загальною назвою «Путівник Галактикою».
Марвін — бортовий робот космічного корабля Золоте Серце (англ. Heart of Gold). Створений в лабораторіях Кібернетичної корпорації Сіріуса за програмою прототипів з «істинно людськими особистостями» (англ. Genuine people personalities (GPP) prototype,).
Марвін страждає від важкої форми депресії і нудьги, як він сам пояснює, через те, що «його мозок розміром з планету, але йому рідко дозволяють їм користуватися». Сильна відраза до життя у Марвіна з'явилfся через те, що жодне завдання не може зайняти навіть мінімально його безмежний інтелект. Сам Марвін заявляє, що він «в 50 тисяч разів розумніший, ніж людина», хоч і визнає, що це суттєва недооцінка.
Як зізнається сам Марвін, він миттєво спланував військову стратегію планети войовничих роботів Кріккіт (англ. Krikkit), які викрали його і під'єднали до свого військового суперкомп'ютерf. Водночас він вирішив увесь комплекс «математичних, фізичних, хімічних, біологічних, соціологічних, філософських, етимологічних, метеорологічних і психологічних проблем планети і всього Всесвіту загалом, крім своєї власної, після чого склав велику кількість колискових».
Досить різке прізвисько «андроїд-параноїд» Марвін отримав з вуст Зафода Біблброкса, Тріліан схильна називати його більш точно — «маніакально-депресивний робот». Це більш відображає дійсність, оскільки Марвін не виявляє ознак параної.
Крім того, Марвін часто скаржився, що діоди в його лівому боці завдавали йому сильного болю, і що ніхто їх так ніколи і не замінив.
Треба відзначити замкнутість Марвіна в собі самому, він просто стійко мільйони років чекає своїх роботодавців.
До кінця життя Марвіну було 506,9 мільйонів років, що випливає з фрази робота про те, що через його частих подорожей у часі він став старше Всесвіту в 37 разів.
У фільмі 2005 його зіграв британський актор-карлик Ворік Девіс, зріст якого становить 1 метр 7 сантиметрів. Озвучував Марвіна британський актор Алан Рікман.

## Колискова Марвіна
Колискова Марвіна «Як я ненавиджу ніч» з'явилася в книзі «Життя, Всесвіт і все інше». Його колискові часто описуються як «короткі похмурі пісеньки без тональності, точніше, без настрою» («англ. a short dolorous ditty of no tone, or indeed tune»).
Перша строфа ближче до кінця радіопостановки «Fit the Seventeenth» («До сімнадцятої»), а друга невдовзі після початку «Fit the Eighteenth» («До вісімнадцятої»). Нижче приведений англійський оригінал, порядковий і ритмічний переклад українською:
| Англійський оригінал: | Порядковий переклад: | Ритмічний переклад: |
| --- | --- | --- |
| Now the world has gone to bed Darkness will not engulf my head I can see by infra-red How I hate the night Now I lay me down to sleep Try to count electric sheep Sweet dream wishes you can keep How I hate the night | Весь світ тепер відійшов до сну Темрява не проковтне мою тугу В інфрачервоний я дивлюся Як я ненавиджу ніч. Тепер я вкладу себе до ліжка Електричних овець спробую порахувати На Ваші побажання «солодких снів» мені начхати Як я ненавиджу ніч. | Ось заснув весь світ у пітьмі Темрява не хлине до голови В інфрачервоному видно мені Яка огидна ніч. Ось і я лягаю спати Електроовець порахувати Не трудіться гарних сновидінь бажати Яка огидна ніч. |

Рядок «Спробую порахувати електричних овець» є прямим відсиланням до роману Філіпа Діка «Чи мріють андроїди про електроовець?», екранізований під назвою «Той, що біжить по лезу».